# Grupo Plaza
Pour les articles homonymes, voir Metropol.
Grupo Plaza est une société argentine spécialisée dans le transport en commun. 

## Histoire

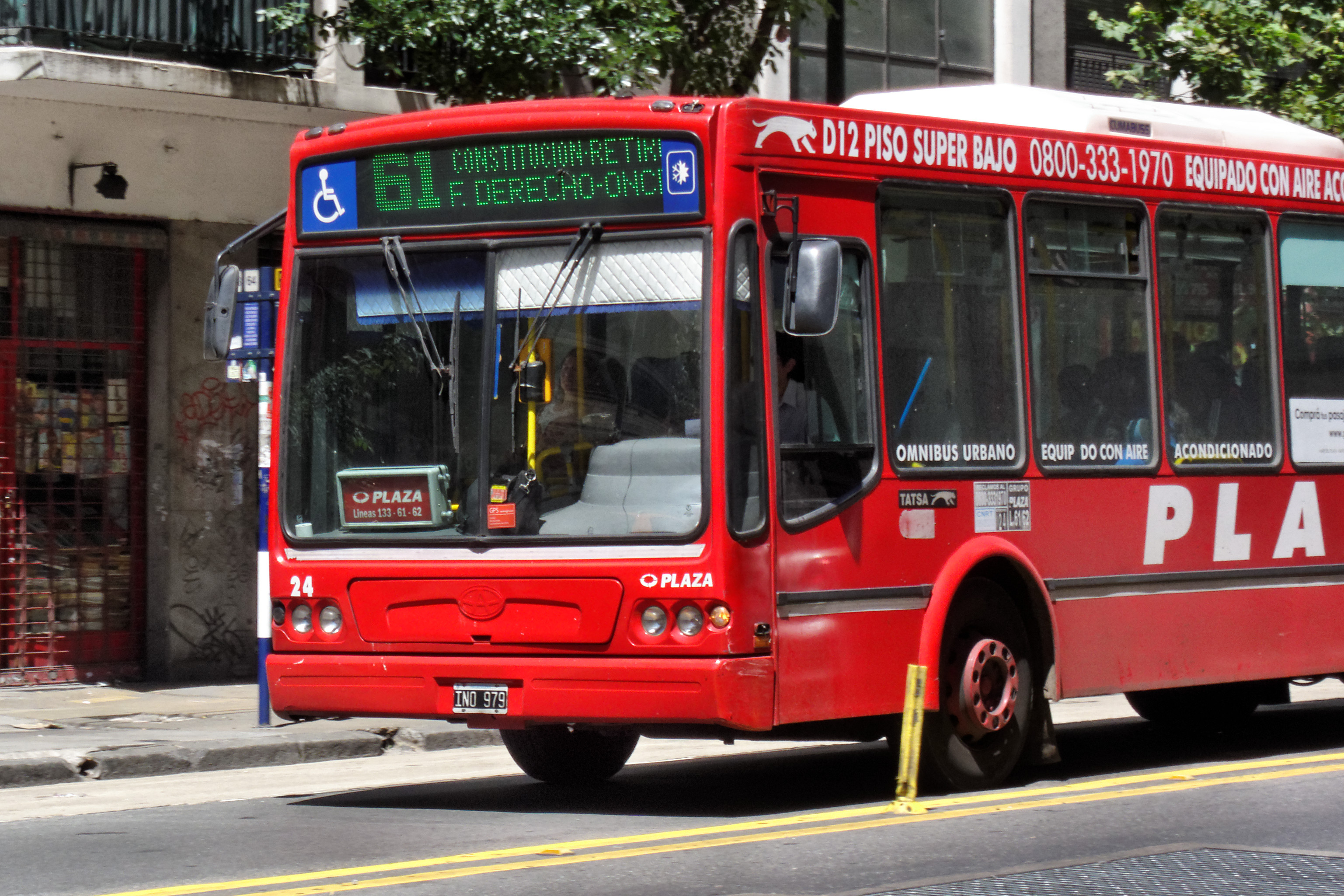
Omnibus de la ligne 61.

L'histoire de la société de transport remonte à 1959, lorsque Nicola Cirigliano (le père de Mario et Claudio), arrivé d'Italie en Argentine, décide d'acheter l'interne 16 de la ligne 295. Quelques années plus tard, Nicola acquiert les lignes 61 et 62 (actuellement en circulation). En 1975, Nicola laisse l'entreprise à la charge de ses deux fils. Le groupe se développe dans les années 1990, grâce à l'achat de services ferroviaires qui ont été privatisés, parmi lesquels Trenes de Buenos Aires (TBA) - avec la Mitre et la Sarmiento - et d'une partie des actions du métro de Buenos Aires, faisant ainsi un grand bond en avant,. En 1993, elle acquiert l'appel d'offres pour la ligne de métro de Buenos Aires, qui a été privatisée en 1993.
En 1993, elle acquiert l'appel d'offres pour la Fábrica Militar General San Martín (où se trouve le char moyen argentin, ou TAM en abrégé), à General Paz et Constituyentes, où opère l'entreprise Emprendimientos Ferroviarios (Emfersa), qui réalise des travaux de reconstruction et de réparation du matériel roulant des chemins de fer. L'entreprise a eu la concession des lignes ferroviaires Mitre et Sarmiento (entre 1995 et 2012), exploitées par Trenes de Buenos Aires. Dans le domaine de l'interurbain, elles possèdent les sociétés El Rápido, Mercobus, Plus Ultra et Dumas CAT, ainsi que les sociétés de voyage et de tourisme Up Grade et Pasajes Express. Au total, Plaza dispose d'une flotte de 1 700 véhicules et de près de 5 000 employés. 
En outre, à Bahía Blanca, elle exploitait les lignes urbaines 502, 503, 504, 505, 506, 509, 512, 513, 516, 517, 518 et 519 A, mais en raison de problèmes entre l'entreprise et le gouvernement, ainsi que de plusieurs amendes impayées, la concession des lignes lui a été retirée,. Et à Santa Rosa, dans la province de La Pampa, elle a exploité huit lignes urbaines jusqu'en août 2013, date à laquelle elle a abandonné le transport urbain de passagers pour la même raison. 